# Laugasa perillalis
Laugasa perillalis är en fjärilsart som beskrevs av Walker 1859. Laugasa perillalis ingår i släktet Laugasa och familjen nattflyn. Inga underarter finns listade i Catalogue of Life.